# دافيدي مارتشيني
دافيدي مارتشيني (بالإيطالية: Davide Marchini)‏ (مواليد 23 فبراير 1981 في بورتوماجيوري - إيطاليا) لاعب كرة قدم إيطالي يلعب حاليا لصالح نادي الدرجة الأولى ليفورنو الإيطالي منذ 2009 في مركز الوسط الأيمن .

## روابط خارجية
- دافيدي مارتشيني على موقع قاعدة بيانات كرة القدم.إي يو (الإنجليزية)
- دافيدي مارتشيني على موقع Soccerway.com (الإنجليزية)
- دافيدي مارتشيني على موقع عالم كرة القدم.نت (الإنجليزية)
- دافيدي مارتشيني على موقع كووورة